# Limnophora quadrata
Limnophora quadrata är en tvåvingeart som beskrevs av Shinonaga 2005. Limnophora quadrata ingår i släktet Limnophora och familjen husflugor. Inga underarter finns listade i Catalogue of Life.